# Despota
A despota (görögül deszpotész, „úr”) a történelem során változó jelentésű szó; többnyire görög-bizánci udvari, majd balkáni uralkodói cím. 

## Az ókorban
Az ókori Görögországban a házi rabszolgák vezetője. 

## A középkorban
A Bizánci Birodalomban a császári család egyes tagjainak címe.
A 12. század elejétől magas rangú nemesek számára használták. Udvari méltóságként első ízben I. Mánuel bizánci császár leányának jegyese, a magyar Béla herceg (később III. Béla király) viselte (1163-1170). 1204-1453 között az uralkodó szűkebb rokonságának tagjai voltak despoták a cím visszavonásáig. 
A 13. századtól egyes tartományi vezetők is despotának címezték magukat. 1402-1459 között a szerb uralkodók is ezt a címet viselték; Szerbia bukása után despotának címezték Magyarországon élő utódaikat is a török hódításig.

## Az újkorban
A középkor végétől a despota szó pejoratív („zsarnok”, „elnyomó”) jelentést kapott.